# Nieuwe Statenzijl
Nieuwe Statenzijl est un hameau de la commune néerlandaise d'Oldambt, dans la province de Groningue. Nieuwe Statenzijl est situé sur la frontière entre l'Allemagne et les Pays-Bas, à environ 15 km au nord-est de Winschoten. La localité comporte une dizaine de maisons, ainsi qu'un grand complexe d'écluses, séparant le Westerwoldse Aa du Dollard.

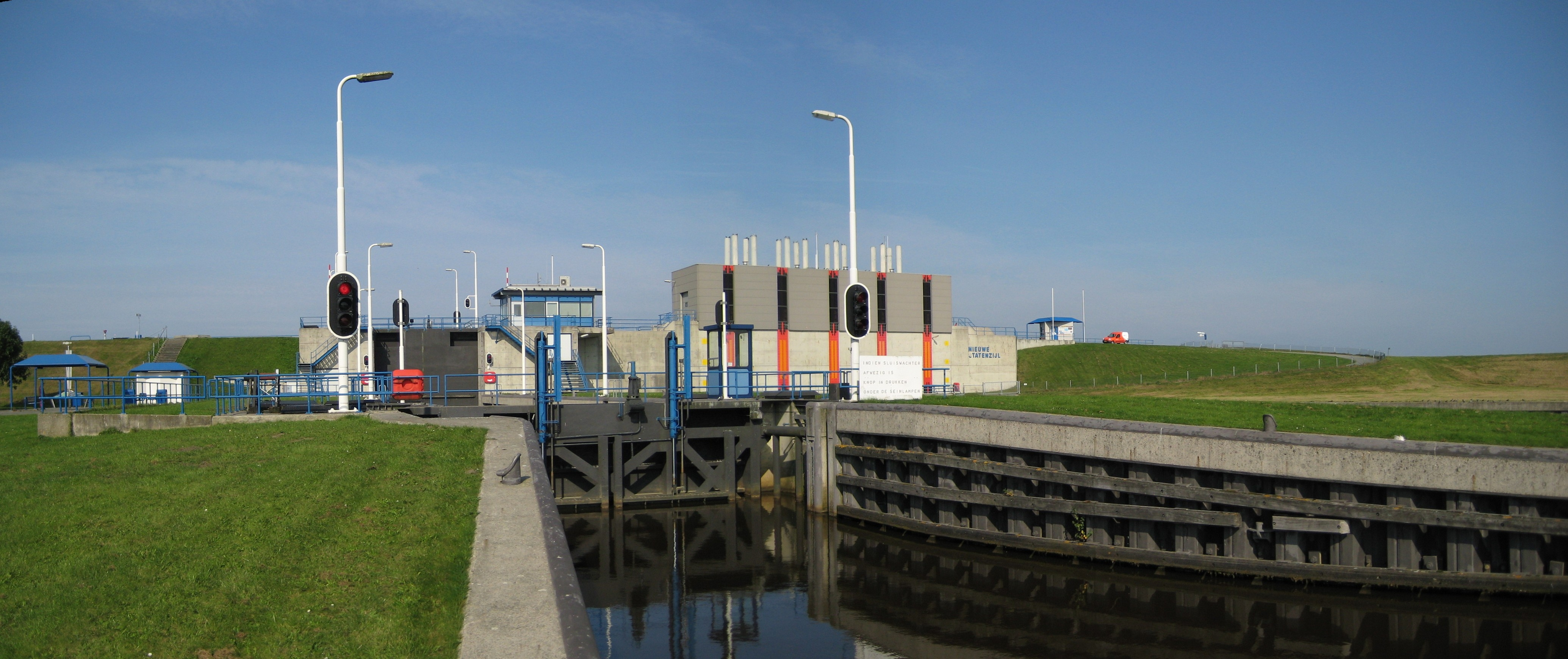
Écluses à Nieuwe Statenzijl

Nieuwe Statenzijl a été fondé entre 1862 et 1864, lors de l'assèchement du Reiderwolderpolder, gagné sur le Dollard. Depuis 1955, ce polder et les écluses de Nieuwe Statenzijl sont intégrés dans un plan de protection des Pays-Bas contre l'eau. L'écluse sert également à maîtriser le niveau d'eau dans le polder.
Un grand observatoire à oiseaux a été installé dans la roselière, à la limite de la zone inondable par la marée (panure à moustaches, gorgebleue à miroir, limicoles et anatidés locaux ou de passage dans la baie).

## Source
- (nl) Cet article est partiellement ou en totalité issu de l’article de Wikipédia en néerlandais intitulé « Nieuwe Statenzijl » (voir la liste des auteurs).